# سامي ميلور
سامي ميلور (بالإنجليزية: Sammy Mellor)‏ هو عداء مراثوني أمريكي، ولد في 14 مارس 1880 في يونكيرس في الولايات المتحدة، وتوفي في 5 نوفمبر 1948.

## وصلات خارجية
- سامي ميلور على موقع أوليمبيديا (الإنجليزية)